# 35-я пехотная дивизия (США)
35-я пехотная дивизия (англ. 35th Infantry Division) — дивизия Армии Национальной гвардии ВС США, сформирована из национальной гвардии штатов Канзас, Миссури и Небраска.

## Первая мировая война
Сформирована 25 августа 1917 года в Форт Ливенворт. С 1918 года на Западном фронте во Франции. В составе артиллерийского полка дивизии служил капитан Гарри Трумэн, позднее ставший президентом США. 30 мая 1919 года дивизия была расформирована.

## Вторая мировая война
Сформирована 23 декабря 1940 года.
Состав: 134, 137, 320-й пехотные полки; 127-й (сред.), 161, 218, 219-й (лег.) полевые артиллерийские батальоны.
Кампании: СЗЕ (июнь 1944 — май 1945 гг.;1-я, 3-я и 9-я армии).
Командиры:
- генерал-майор Ральф Е.Трумен (декабрь 1940 — октябрь 1941 гг.)
- генерал-майор Уильям Н.Симпсон (октябрь 1941 — апрель 1942 гг.)
- генерал-майор Максвел Мюррей (май 1942 — январь 1943 гг.)
- генерал-майор Пол У. Бааде (январь 1943 — декабрь 1945 гг.)
- Расформирована дивизия 7 декабря 1945 года.

## Состав

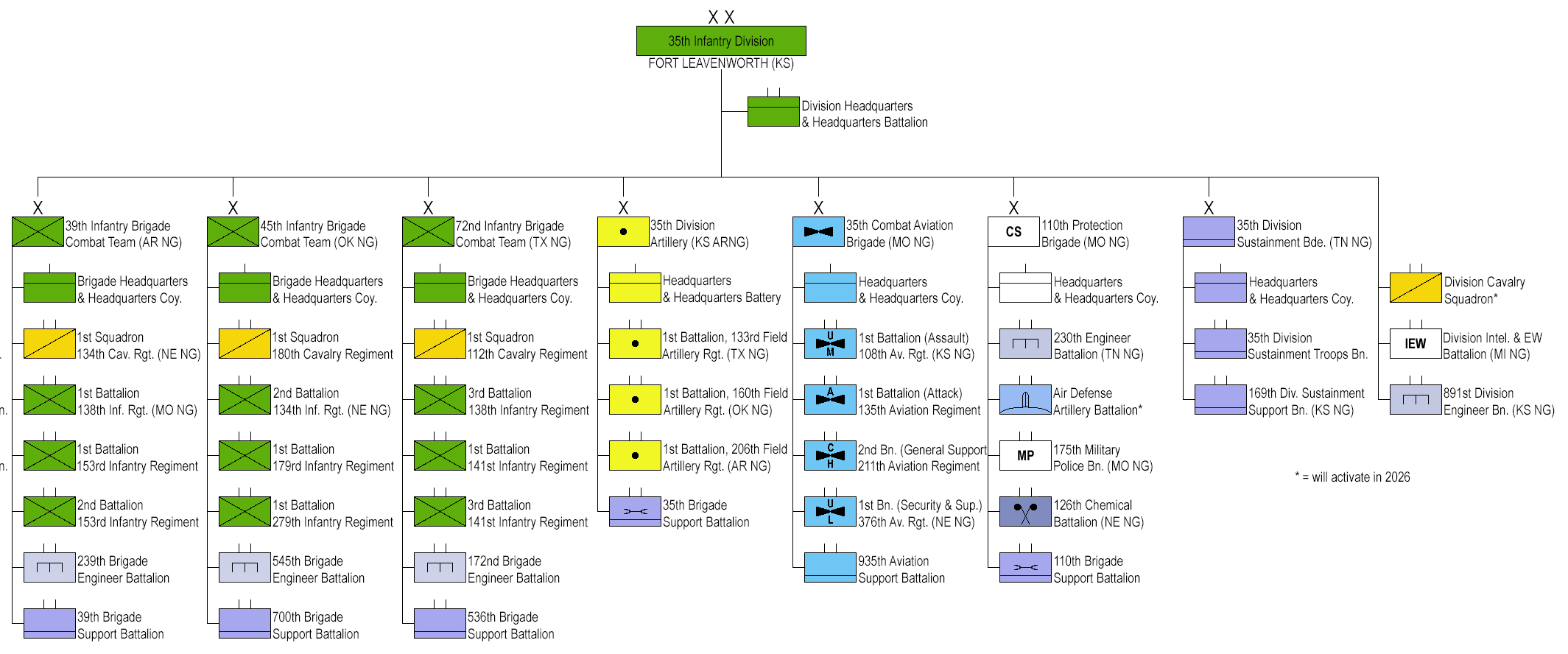
ОШС 35-й пехотной дивизии после августа 2023 года.

## В культуре
- 35-я пехотная дивизия показана в фильме 1970 года «Герои Келли».
- Микки Руни в роли Энди Харди в фильме 1947 года «Любовь смеется над Энди Харди» носит нашивку 35-й пехотной дивизии.